# 人生クイズ 冠婚葬祭
『人生クイズ冠婚葬祭』（じんせいクイズかんこんそうさい）は、1990年10月7日から1991年3月31日まで一部テレビ朝日系列局で放送されていたテレビ朝日製作のクイズ番組。放送時間は毎週日曜 12:00 - 12:45 （日本標準時）。

## 概要
視聴者のペア3組（後期は、芸能人のペアが入る時もあった｡）が冠婚葬祭に関するクイズに挑戦。この問題に正解するとサイコロルーレットを回し（朝日放送『世界一周双六ゲーム』と同じ形式）、出目の数だけ双六形式で「1月」「2月」「3月」…と進んでいく。12月を過ぎると1月に戻り、子供ランプが1つ付く。初期は｢ステップチャンス｣があり、1問目とラストクイズ以外に他のチームと同じ月に止まると（子供ランプの数は無関係｡）もう一度ルーレットを回す事が出来た｡早押しクイズに正解した場合は2マス進めるが不正解の場合は2マス戻る｡後期は、正解すると2マス進み、不正解だと2マス戻る二択クイズも数問出題された｡ラスト問題に正解したチームは、出目の3倍（但し、第1回の時のみは2倍だった｡）進める。一番遠くまで行ったチームが優勝で豪華賞品が貰える。賞金は、（到達した月×千円）＋（子供ランプの個数×5万円）で、順位に関係なく全チーム貰える。
ラスト問題は、挙式中の夫婦の新婦を当てる四択クイズだった｡このコーナーは前期はあご勇、後期は楳図かずおが担当していた｡（後期は、楳図によって描かれた似顔絵のヒントも出された｡）
司会は小島一慶と西川のりおが担当していたが、最終回では別の人物が担当した。天の声役は田の中勇が担当。

## 備考
系列局の朝日放送（ABC）はこの時間帯にローカル番組の『食卓の大冒険』を放送していた。
| テレビ朝日 日曜12:00枠                                | テレビ朝日 日曜12:00枠                                | テレビ朝日 日曜12:00枠                      |
| 前番組                                                | 番組名                                                | 次番組                                      |
| ----------------------------------------------------- | ----------------------------------------------------- | ------------------------------------------- |
| 所さんの家族まるだし （1990年5月6日 - 1990年9月30日） | 人生クイズ 冠婚葬祭 （1990年10月7日 - 1991年3月31日） | 笑いの王国 （1991年4月7日 - 1992年3月29日） |